# جيمس فاريل
جيمس فاريل (بالإنجليزية: James Farrell)‏ هو ضابط شرطة نيوزيلندي، (و. العقد 1830  م).